# Гордана Томић
Гордана Томић (Лопаре, 1990) фотомодел је из Републике Српске (Босна и Херцеговина). На такмичењу одржаном у јуну 2007. изабрана је за мис Босне и Херцеговине за 2007. годину.